# Église Saint-Martin de Saint-Martin-le-Vieux
Pour les articles homonymes, voir Église Saint-Martin.
L'église Saint-Martin de Saint-Martin-le-Vieux est un ancien édifice catholique aujourd'hui en ruines qui se dresse sur le territoire de la commune française de Bréhal, dans le département de la Manche, en région Normandie.
Les ruines de l'église, qui a la particularité d'avoir un clocher-mur assez rare dans la région, sont inscrites aux monuments historiques.

## Localisation
L'église est située à mi-chemin entre Saint-Martin-de-Bréhal et le bourg de Bréhal, au bord de la vieille route du littoral coutançais, dans le département français de la Manche.

## Historique
L'église est construite sur un promontoire, qui présente toutes les caractéristiques d'un site paléochrétien. En effet, des fragments de sarcophages issus du cimetière sont toujours visibles sur la parcelle, tout comme est visible le réemploi de mêmes fragments comme linteaux des fenêtres pré-romanes.
Jusqu'au XVIIIe siècle, la commune a été constituée par la réunion des paroisses de Bréhal et Saint-Martin-le-Vieux. Chaque paroisse avait son église. Pendant la Révolution, l’église est fermée. Elle servit d’arsenal et tout son mobilier fut vendu. Elle est rendue au culte en 1801. Vers 1804 ou 1805, elle menace de s’effondrer et n'est plus utilisée.

## Description
L’église romane est formée d’un vaisseau rectangulaire régulièrement orienté sur l'axe ouest-est composé d’un chœur à chevet plat et d’une longue nef. Le chœur et la nef sont séparés par un double campanile ajouté au XVIe siècle.

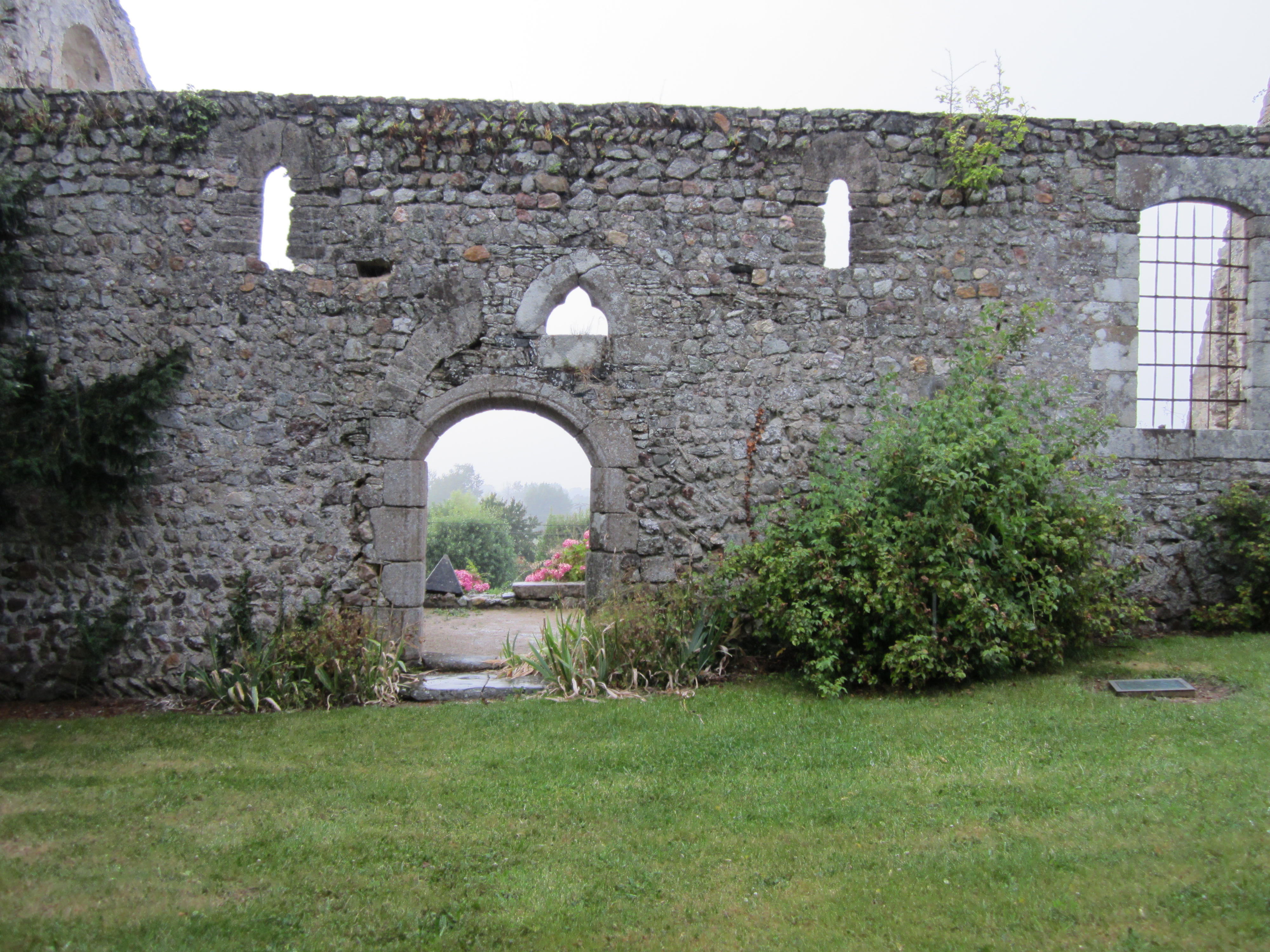
Mur sud en moëllons de schiste.
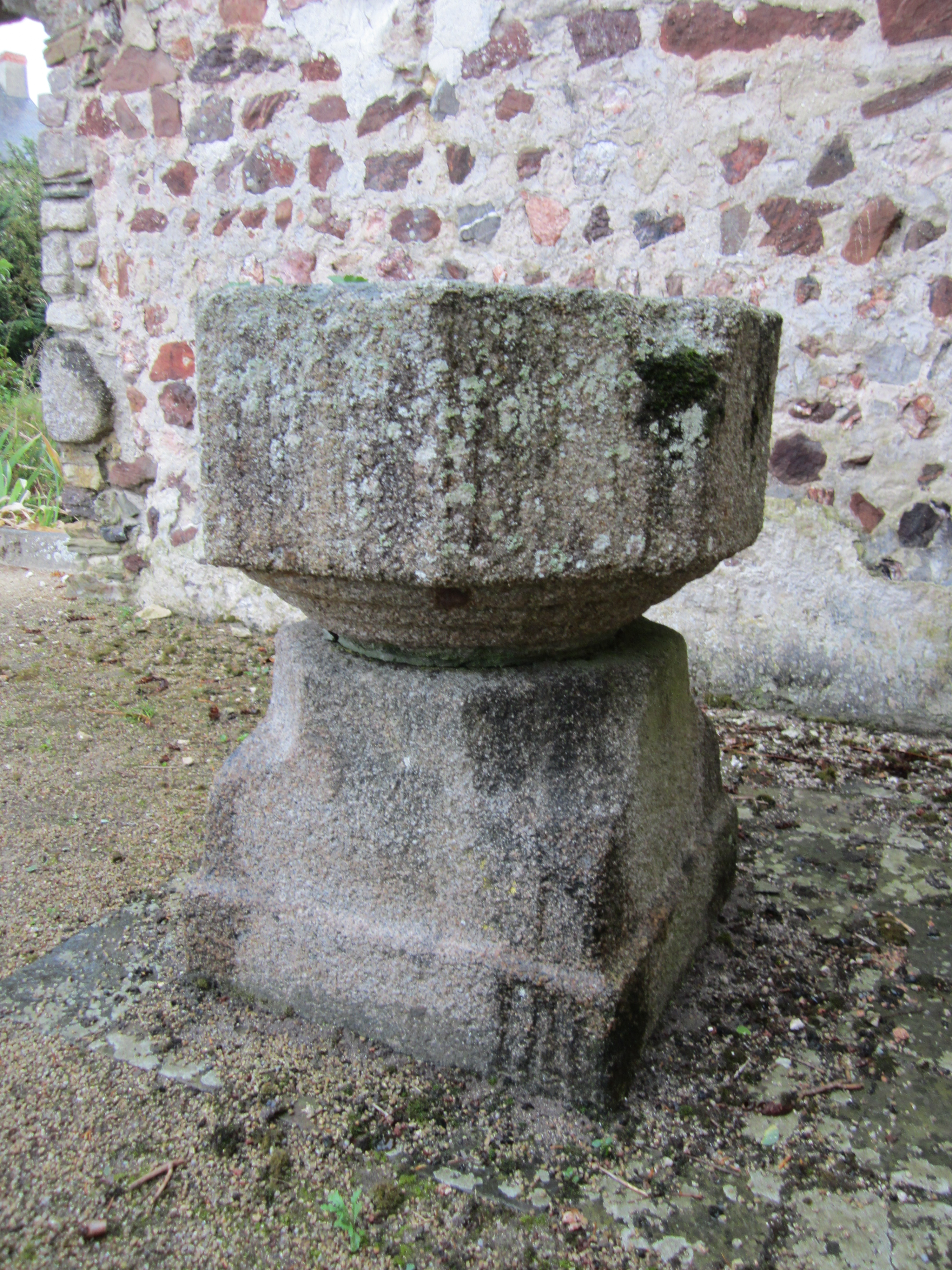
Fonts baptismaux.
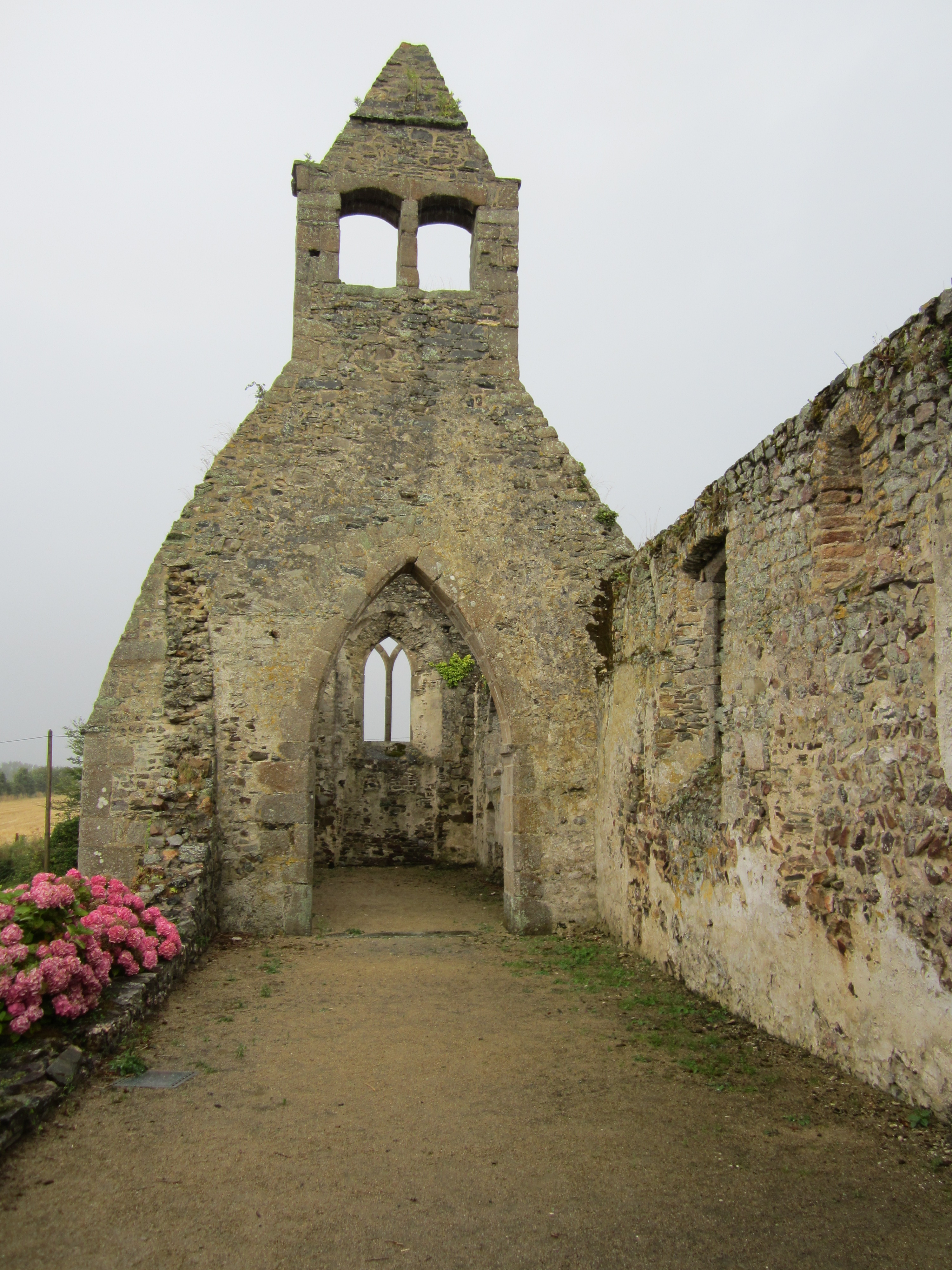
Campanile.

## Protection aux monuments historiques
Les ruines de l'église du vieux Saint-Martin sont inscrites au titre des monuments historiques par arrêté du 7 décembre 1970.